# Gymnosporia obbiadensis
Gymnosporia obbiadensis là một loài thực vật có hoa trong họ Dây gối. Loài này được Chiov. mô tả khoa học đầu tiên năm 1929.